# Mabululu
Mabululu (Luanda, Angola, 1 de junio de 1992) es un futbolista de Angola que juega en la posición de delantero centro con el Al-Ahly Tripoli de la Liga Premier de Libia.

## Carrera

### Club
| Periodo   | Club                       |
| --------- | -------------------------- |
| 2006–2007 | Santos Angola              |
| 2008–2009 | Kabuscorp SCP              |
| 2010      | Progresso do Sambizanga    |
| 2012–2013 | Petro de Luanda            |
| 2013      | CRD do Libolo              |
| 2014–2015 | Petro de Luanda            |
| 2016      | Interclube                 |
| 2017      | ASA                        |
| 2018      | Domant FC                  |
| 2019-2021 | 1.º de Agosto              |
| 2021–2024 | Al-Ittihad Alexandria Club |
| 2024-     | Al-Ahly Tripoli            |

### Selección nacional
Debutó con Angola el 23 de junio de 2013 en la victoria por 1-0 ante Suazilandia en Lobamba por la clasificación para el Campeonato Africano de Naciones de 2014 y su primer gol internacional lo anotó el 14 de julio de 2013 en el empate 1-1 ante Lesoto en Kitwe por la Copa COSAFA 2013.
Ha participado en dos ediciones de la Copa Africana de Naciones, la primera de ellas en 2019.

## Logros

### Club
- Girabola (1): 2019

### Individual
- Goleador de la Girabola en 2019 (14 goles)
- Goleador de la Primera División de Egipto en 2022/23 (16 goles)